# Manfreda involuta
Manfreda involuta är en sparrisväxtart som beskrevs av Mcvaugh. Manfreda involuta ingår i släktet Manfreda och familjen sparrisväxter. Inga underarter finns listade i Catalogue of Life.